# Acordos de Houston
Os Acordos de Houston são o resultado das negociações entre a Frente Polisário e o Marrocos sobre a organização de um referendo sobre a independência so Saara Ocidental. As negociações foram conduzidas em Houston, Estados Unidos, com o representante da ONU James Baker, no ano de 1991. O acordo previa um referendo em 1998, após ter sido recusado que ocorresse em 1992, como originalmente foi previsto. porém, o acordo nunca produziu resultados concretos, sendo postergado várias vezes pelo Marrocos.
A partir de 2000, as negociações sobre o futuro do Saara Ocidental voltaram a ser feitas pelos Planos Baker. Enquanto o Plano Baker I foi aceito inicialmente pelo Marrocos, mas foi rejeitado pela Frente Polisário, em 2001, no ano de 2003, o Plano Baker II foi rejeitado pelo Marrocos, mas aceito pela Frente Polisário.